# Esteban Palacios y Blanco
Esteban Palacios y Blanco (Caracas, Provincia de Venezuela, Reino de España; 1768 - Cádiz, España, 1830), Padrino de confirmación de Simón Bolívar  y uno de sus tíos maternos. Fue Diputado a las Cortes de Cádiz en 1808.

## Nacimiento y familia
Hijo de Feliciano Palacios de Aguirre y Ariztía-Sojo y Gil de Arratia y de doña Francisca Blanco Infante y Herrera. Séptimo de los once vástagos de este matrimonio. Sus hermanos fueron (todos tíos maternos de Simón Bolívar): María de la Concepción Palacios y Blanco (Caracas, 1758 – Caracas, 1792) María de Jesús Palacios y Blanco (Caracas, 1760 – Caracas, 1811), María Josefa Palacios y Blanco (f. 1824, Caracas), Carlos Palacios y Blanco (Caracas, 1762, Capaya, 1805), María Ignacia Palacios y Blanco (f. 1829, Caracas), Feliciano Palacios y Blanco (Caracas, 1763 – Caracas, 1838), Ana María Palacios y Blanco (n. Chacao.
La infancia de Esteban Palacios fue como la de cualquier niño de la clase de los mantuanos de la Provincia de Venezuela. Como casi todos los miembros de su familia, Esteban ingresó muy joven al Batallón de Milicias de Voluntarios Blancos de Caballería de Caracas, graduándose en 1792. Esteban Palacios fue el tío preferido de Simón Bolívar (Considérese que Bolívar tenía al menos veinte tíos y tías). En 1790 se convirtió en su padrino de confirmación.

## Primer viaje a España
A principios de 1792 viaja a España, comisionado por su hermana María de la Concepción Palacios, para gestionar el título de Marqués de San Luis, para su hijo Juan Vicente Bolívar Palacios. Las gestiones fueron infructuosas.
Gracias a que el ministro de Hacienda, Manuel Mallo, era su amigo, logró relacionarse con los círculos políticos de Madrid. Se entera de que su hermana María de la Concepción Palacios ha fallecido y que lo han nombrado Tutor de su sobrino y ahijado, Simón Bolívar. Piensa regresar pero decide quedarse cuando se entera de que su hermano Carlos Palacios ha asumido, por orden del tribunal, la tutoría y curatela del menor.  Sin embargo Esteban siempre estuvo pendiente y en una carta enviada a su hermano lo insta a que viva en la casa del niño "para no excitar la crítica pública de que te prevales de la curatela...". Es probable que en Madrid, Esteban haya obtenido el título de abogado. 
En 1799 recibe a su sobrino Simón quien viene en plan de estudios a España. Es en su casa donde vive y Esteban lo introduce en sus círculos de amistades. 

## Diputado a las Cortes de Cádiz
En septiembre de 1810 fue designado, junto con Fermín de Clemente, como diputado Suplente por la Capitanía General de Venezuela ante las Cortes de Cádiz. Palacios y Clemente estuvieron presentes en la instalación pero, por escrito, pidieron la opinión al Ayuntamiento de Caracas siendo la respuesta de ésta, el 1 de febrero de 1811, que la reunión de las Cortes “tan ilegal como la formación del Consejo de Regencia” y, por tanto, que “los señores Palacios y Clemente carecían de mandato alguno para representar las Provincias de Venezuela”, por lo que “sus actos como diputados eran y serían considerados nulos.” Con todo, Palacios continuó como diputado ante las Cortes. Se le conoce un discurso relativo a las reformas de Ultramar, en el cual expresó que la élite caraqueña estaba en contra de la abolición de la esclavitud, llegando a declarar:
"En cuánto a que se destierre la esclavitud lo apruebo como amante de la humanidad, pero como amante del orden político, lo repruebo".
Votó a favor de la libertad de imprenta, de la liberalización del comercio, y de la abolición del Tribunal de la Inquisición.  Desempeñó su cargo hasta el final de la legislatura y continuó en las Cortes Ordinarias hasta mayo de 1814. Su actitud de moderada a conservadora en las Cortes de Cádiz lo salvó de la persecución que inició Fernando VII cuando fue restituido en el trono en el año 1814.

## Regreso a Venezuela
Informado a través del embajador de la Gran Colombia en Londres que Venezuela había alcanzado su plena independencia, regresó en 1824 y se instaló en sus haciendas de Barlovento, posiblemente en la ubicada en Capaya o en la de Guatire. En 1825  Bolívar se enteró de que su tío y padrino vivía y estaba en Venezuela y le envió una emotiva carta que se conoce como “La elegía del Cuzco”. En ella, entre otras cosas, Bolívar le expresa:  "mi tierna niñez, mi confirmación y mi padrino, se reunieron en un punto para decirme que usted era mi segundo padre". (Ver texto completo en: Elegía del Cuzco).

## Últimos años
Bolívar y su tío Esteban se vieron por última vez en los primeros meses del año 1827 en la oportunidad que aquel visitó Caracas por última vez. Esteban en enero de 1828 fue nombrado Intendente interino del Departamento de Venezuela, cargo que ocupó hasta el 8 de agosto de ese año.  El 18 de julio había encabezado la firma de un documento de varios vecinos de Caracas mediante el cual apoyan al gobierno de Simón Bolívar. Retirado de la vida pública murió en Cádiz, España en octubre de 1830.